# ラヒマ・バヌ・ベギューム

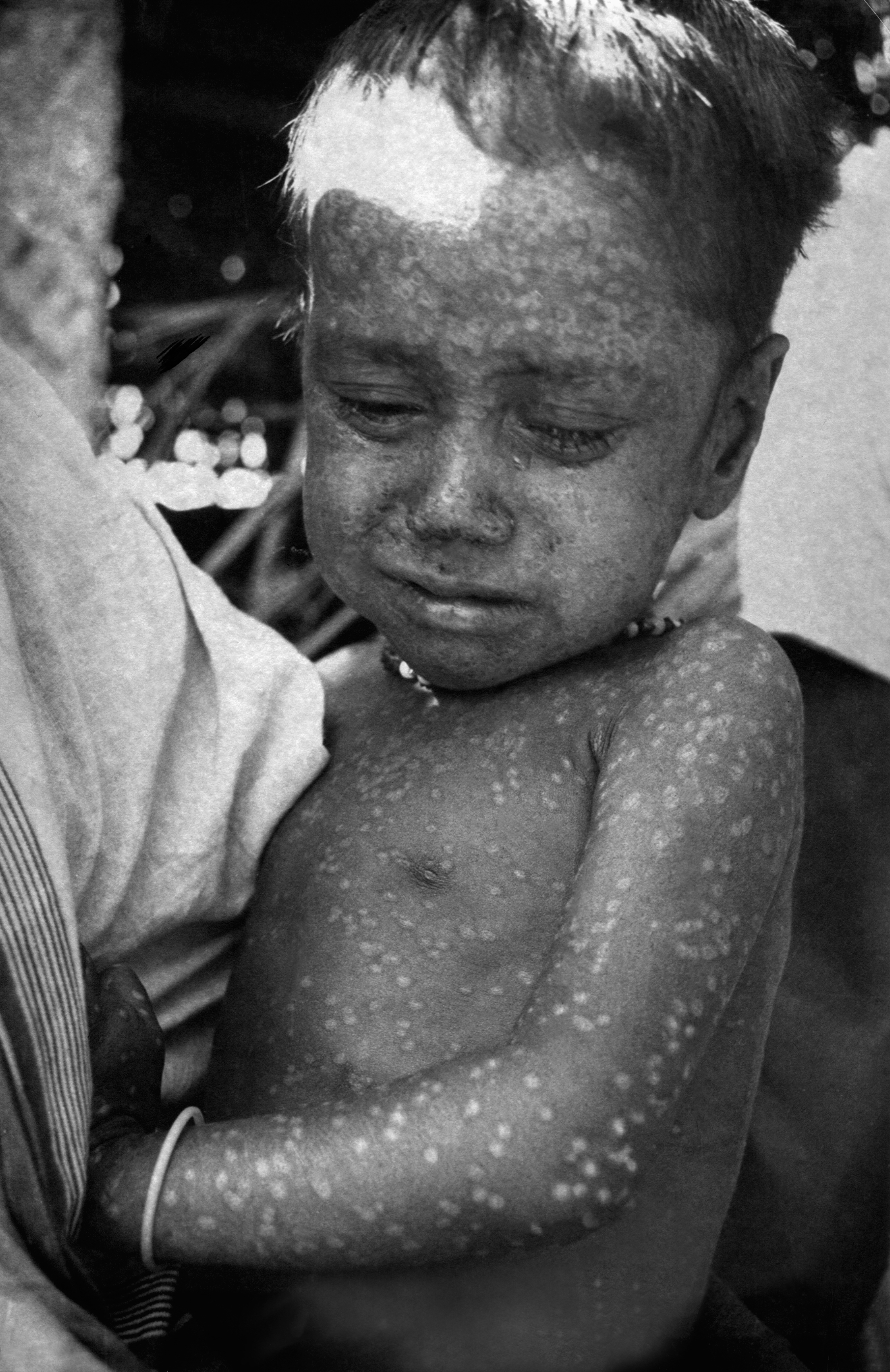
1975年、当時3歳だったラヒマ・バヌは、自然状態で生じた天然痘ウィルス Variola major の最後の症例となった。

ラヒマ・バヌ・ベギューム（Rahima Banu Begum、ベンガル語:  রহিমা বানু বেগম、1972年10月16日 - ）は、天然痘ウィルスの致死率の高い変種である Variola major に、自然環境において感染した最後の人物。

## 天然痘
彼女の症例は、1975年10月16日に報告されたが、当時バヌは3歳で、バングラデシュのバリサル県にあるボーラ島の村クラリア (Kuralia) に住んでいた。彼女の症例は直ちに8歳の少女ビキスネッサ (Bilkisunnessa) によって通報され、少女には 250 タカが支払われた。この症例の情報は直ちに世界保健機構 (WHO) の天然痘撲滅キャンペーンの責任者であったD・A・ヘンダーソンに電報で報告された。 WHO の医療団が到着してバヌの治療にあたり、彼女は完全に回復した。1975年11月24日、彼女はもはやウィルスに感染していないことが宣言され、彼女の身体から採取されたウィルスの付いたかさぶたは、アメリカ合衆国の疾病予防管理センター (CDC) のアトランタにある施設に運ばれ、数百件の他のサンプルとともに保管されている。ボーラ島の住民で、接触感染の可能性があった者たちには全員にワクチンが接種され、島内では他に感染者がいないか探索が行われた。彼女の身体から取られたウィルス株は正式には「Bangladesh 1975」と呼ばれたが、非公式に「Rahima strain（ラヒマ株）」とも称された。

## その後の人生
バヌは、写真を撮影させて対価として得られる収入で家計を助けた。2009年のインタビューで、バヌは18歳で農民と結婚し、既に4人の子どもがいると述べた。彼女によれは、村人たちや、夫の一族からは、天然痘にかかっていたことで粗末な扱いを受けたという。